# Língua protoalbanesa
A língua protoalbanesa é a língua hipotética e reconstruída da qual o idioma albanês moderno se desenvolveu mais tarde.

## Sobre a reconstrução
O protoalbanês é reconstruído por meio do método comparativo entre os dialetos tosk e gheg, bem de palavras emprestadas, sobretudo do latim (datadas por De Vaan no período entre 167 AEC a 400 DEC) e do eslavo (datado de 600 EC em diante). A evidência de palavras emprestadas permite que os linguistas construam em grande detalhe a forma de palavras nativas nos pontos de maiores influxos de empréstimos de línguas bem atestadas.
Além disso, o protoalbanês é dividido em diferentes estágios, geralmente delimitados pelo início do contato com diferentes idiomas comprovados. Seus primeiros estágios são datados do início do Império Romano, pouco antes do período de intenso contato latino-albanês, enquanto seus estágios finais são delimitados pelas trocas com línguas eslavas. Sabe-se que a divisão dos dialetos tosk-gheg é anterior ao contato eslavo, por volta do ano 600. Isso é evidenciado pelo fato de que palavras emprestadas do latim e do grego antigo são tratadas como palavras nativas no que diz respeito às diferenças taxonômicas entre gheg e tosk, mas o mesmo não é verdade para empréstimos eslavos.